# 伊萬諾皮爾 (別爾季切夫區)
伊万诺皮尔（羅馬化：Ivanopil）是烏克蘭北部日托米爾州別爾季切夫區克拉斯诺皮尔市镇内的鎮。始建於十七世紀，面積11平方公里，海拔高度253米，2011年人口3,476人，人口密度每平方公里316人。